# Emil Santos
Emil Santos, destacado deportista de la República Dominicana de la especialidad de tenis de mesa quien fue campeón de Centroamérica y del Caribe en Mayagüez 2010.

## Trayectoria
La trayectoria deportiva de Emil Santos se identifica por su participación en los siguientes eventos nacionales e internacionales:
- Cadet and Junior- National Champions 2004/05
- Cadet- Latin American Champions in teams and doubles 2005.
- Cadet- Men’s singles Finals Latin American champions 2005.
- Junior Men’s Doubles Finals El Salvador World Junior Circuit 2005.
- Junior Men’s doubles champions Ibero American champions. 2006

```
* Beat Hendrik Fuss from Germany round 32 world junior circuit Sweden 2007.
```

- World Junior circuit Venezuela. Men’s Doubles champions. 2007
- Third Places team Latin American champions. 2007
- El Salvador world junior circuit’s .Third places in singles beating Darius Knight from England.2007
- National Champions in Men’s Singles 2007.
- Junior- Men’s Doubles Latin American Champions in Colombia. 2008
- Third places in men’s singles El Salvador World Junior Circuit. 2008
- Junior men’s doubles champions World Junior Circuit Chile.2008
- Second Place in National Championships 2008
- Beat Kasper Stenberg round 32 of Denmark Pro tour. Under 21 2009
- Third Place in Doubles Latin American Championship 2010
- Men’s Teams Champions of the Central American and Caribbean championships 2010
- Second Place in Doubles of the Central American and Caribbean championships 2010
- Beat Cedric Nuytinck in the Spanish Pro tour. Number 320 World ranking 2011
- 7th Place in the Men’s singles Latin American Championships Guadalajara 2011

### Juegos Centroamericanos y del Caribe
Fue reconocido su triunfo de ser el noveno deportista con el mayor número de medallas de la selección de  República Dominicana 
en los juegos de Mayagüez 2010.

#### Juegos Centroamericanos y del Caribe de Mayagüez 2010
Su desempeño en la vigésima primera edición de los juegos, se identificó por ser el centésimo septuagésimo cuarto deportista con el mayor número de medallas entre todos los participantes del evento, con un total de 2 medallas:

- , Medalla de oro: Equipos
- , Medalla de plata: Dobles